# Marco Pav D’Auria
Marco Pav D’Auria (* 17. Mai 1970 in München) ist ein deutsch-italienischer Filmeditor.

## Leben
1996 begann er als Schnittassistent von Alexander Berner und ist seither als Editor für Kino-, Fernseh-, Musikvideoproduktionen sowie für Industriefilme tätig. Er arbeitete u. a. mit den Regisseuren Rainer Matsutani, Lars Becker, Tobi Baumann, Peter Stauch, Peter Gersina, Tim Trageser und Sebastian Henckel von Donnersmarck zusammen.
2002 kam es mit Die Stimmen zu einer ersten Zusammenarbeit mit dem Regisseur Rainer Matsutani. Nach Fernsehfilmen wie Das Inferno – Flammen über Berlin, Tatort: Das ewig Böse und Das Papst-Attentat, war Gangs (2009) der achte gemeinsame Spielfilm, aber auch der erste Kinofilm.
Seit 2021 betreiben er und Laura Wachauf unter dem Namen CR/EDIT Postproduktion Schneideräume in München.

## Filmografie (Auswahl)
- 2000: Kanak Attack
- 2000: Josephine
- 2003: Die Stimmen (Fernsehfilm)
- 2004: Der Wixxer
- 2006: Tatort: Das ewig Böse (Fernsehfilm)
- 2007: Das Inferno – Flammen über Berlin (Fernsehfilm)
- 2007: Ich Chef, du nix
- 2008: Das Papst-Attentat (Fernsehfilm)
- 2009: Gangs
- 2011: Zimmer 205
- 2011: Visus – Expedition Arche Noah
- 2012: Heiter bis Wolkig
- 2013: In einem wilden Land (Fernsehfilm)
- 2014: Irre sind männlich
- 2013: Neue Adresse Paradies
- 2014: Die Hebamme
- 2015: Rico, Oscar und das Herzgebreche
- 2015: Mord in bester Gesellschaft: Bitteres Erbe
- 2016: Schweinskopf al dente
- 2017: Die Ketzerbraut (Fernsehfilm)
- 2018: Hilfe, ich hab meine Eltern geschrumpft
- 2020: Die Wolf-Gäng
- 2020: Der Überläufer (Fernsehfilm)
- 2021: Ostfriesenangst (Fernsehfilm)
- 2021: Eine Liebe später (Fernsehfilm)
- 2021: Die Toten am Meer – Der Wikinger (Fernsehfilm)
- 2022: Barbaren (Fernsehserie)
- 2022: Der Kaiser
- 2023: Kohlrabenschwarz (Fernsehserie)
- 2023: Public Affairs (Fernsehserie)
- 2025: Erzgebirgskrimi – Wintermord (Fernsehreihe)